# Spodoptera
Spodoptera är ett släkte av fjärilar som beskrevs av Achille Guenée 1852. Spodoptera ingår i familjen nattflyn, Noctuidae.

## Dottertaxa tillSpodoptera, i alfabetisk ordning[1][2]
- Spodoptera abyssinia Guenée, 1852
- Spodoptera albula Walker, 1857
- Spodoptera androgea Stoll
- Spodoptera apertura (Walker, 1856)
- Spodoptera cilium Guenée, 1852
- Spodoptera compta Walker, 1869
- Spodoptera connexa Wileman, 1914
- Spodoptera cosmioides Walker, 1858
- Spodoptera depravata Butler, 1879
- Spodoptera descoinsi Lalanne-Cassou & Silvain, 1994
- Spodoptera dolichos Fabricius, 1794, Större bomullsfly
- Spodoptera eridania Stoll
- Spodoptera evanida Schaus, 1914
- Spodoptera exempta (Walker, 1856)
- Spodoptera exigua (Hübner, 1808), Smalvingat lövfly
- Spodoptera frugiperda Smith, J.E., 1797
- Spodoptera hipparis Druce, 1889
- Spodoptera latifascia Walker, 1856
- Spodoptera littoralis (Boisduval, 1833), Mindre bomullsfly
- Spodoptera litura (Fabricius, 1775)
- Spodoptera malagasy Viette, 1967
- Spodoptera marima Schaus, 1904
- Spodoptera mauritia (Boisduval, 1833)
- Spodoptera obstans Walker, 1865
- Spodoptera ochrea Hampson, 1909
- Spodoptera ornithogalli Guenée, 1852
- Spodoptera pecten Guenée, 1852
- Spodoptera pectinicornis (Hampson, 1895)
- Spodoptera picta (Guérin-Méneville, 1830)
- Spodoptera praefica Grote, 1875
- Spodoptera pulchella Herrich-Schäffer, 1868
- Spodoptera roseae Schaus, 1923
- Spodoptera teferii Laporte, 1984
- Spodoptera trajiciens Walker, 1865
- Spodoptera triturata Walker, 1856
- Spodoptera umbraculata Walker, 1858

## Bildgalleri

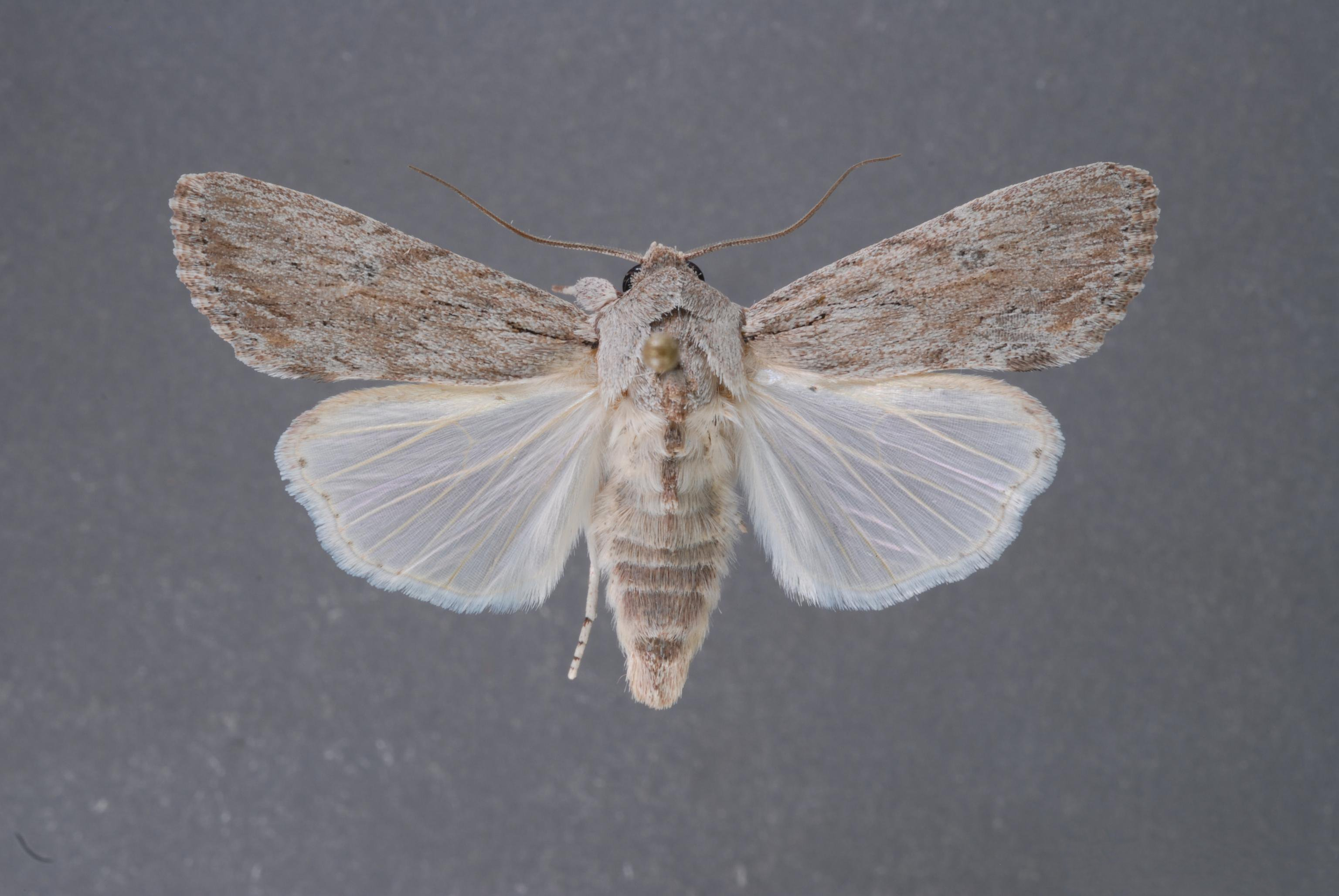
Spodoptera albula
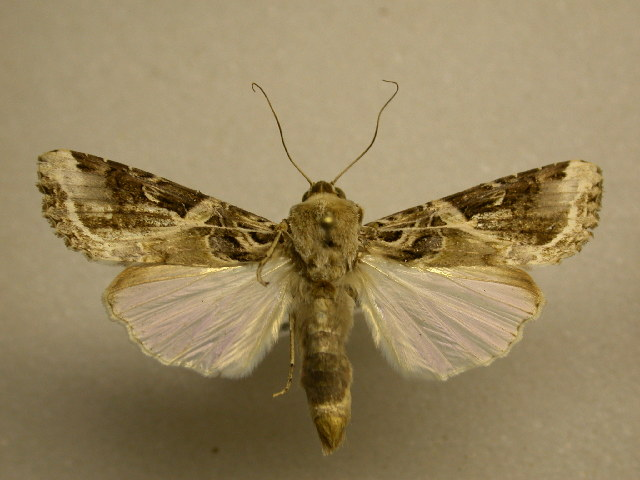
Spodoptera androgea
Spodoptera cilium
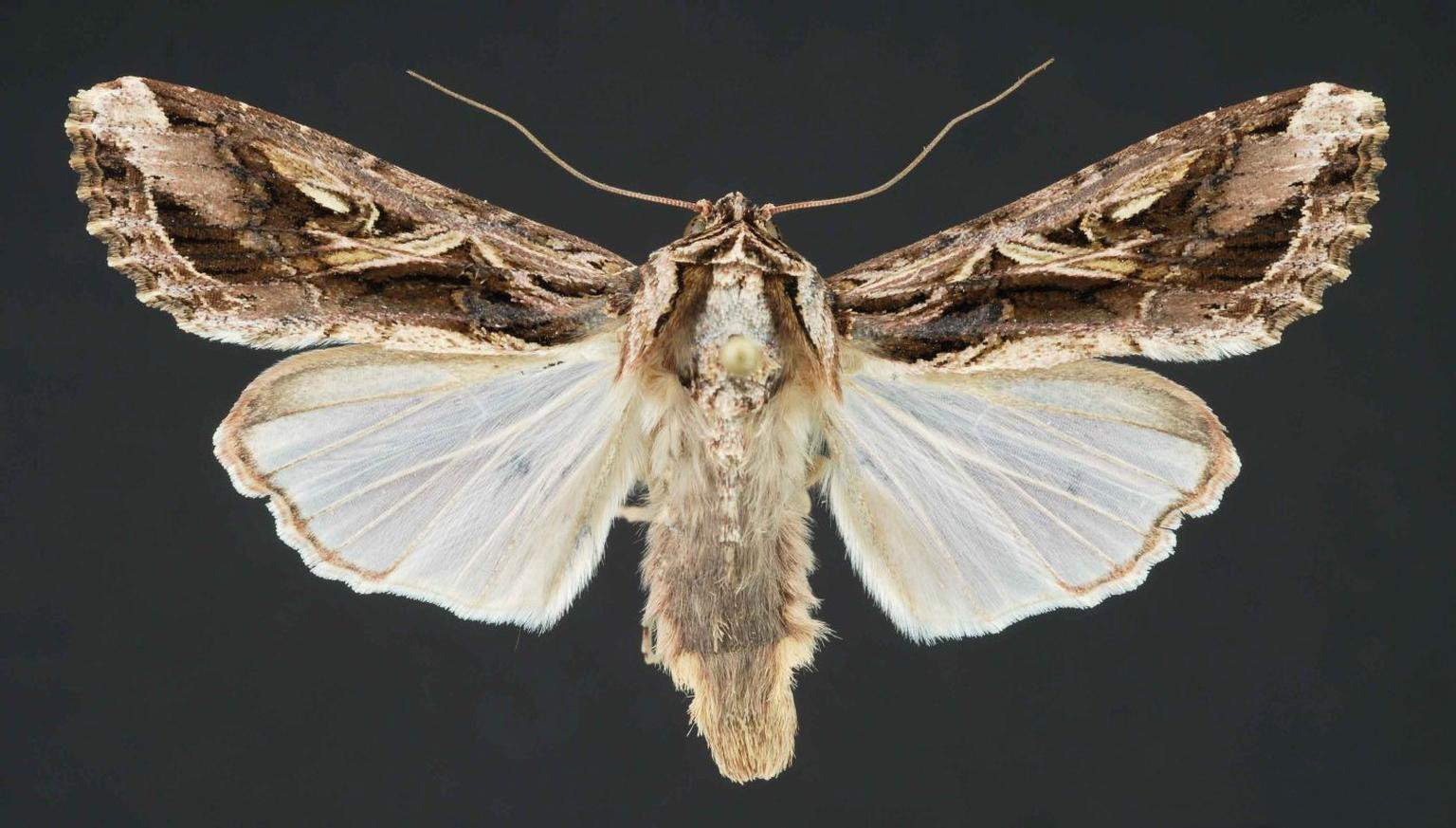
Större bomullsfly, Spodoptera dolichos
Smalvingat lövfly, Spodoptera exigua
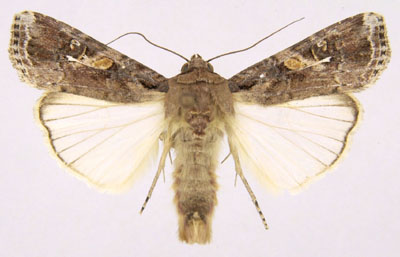
Spodoptera frugiperda
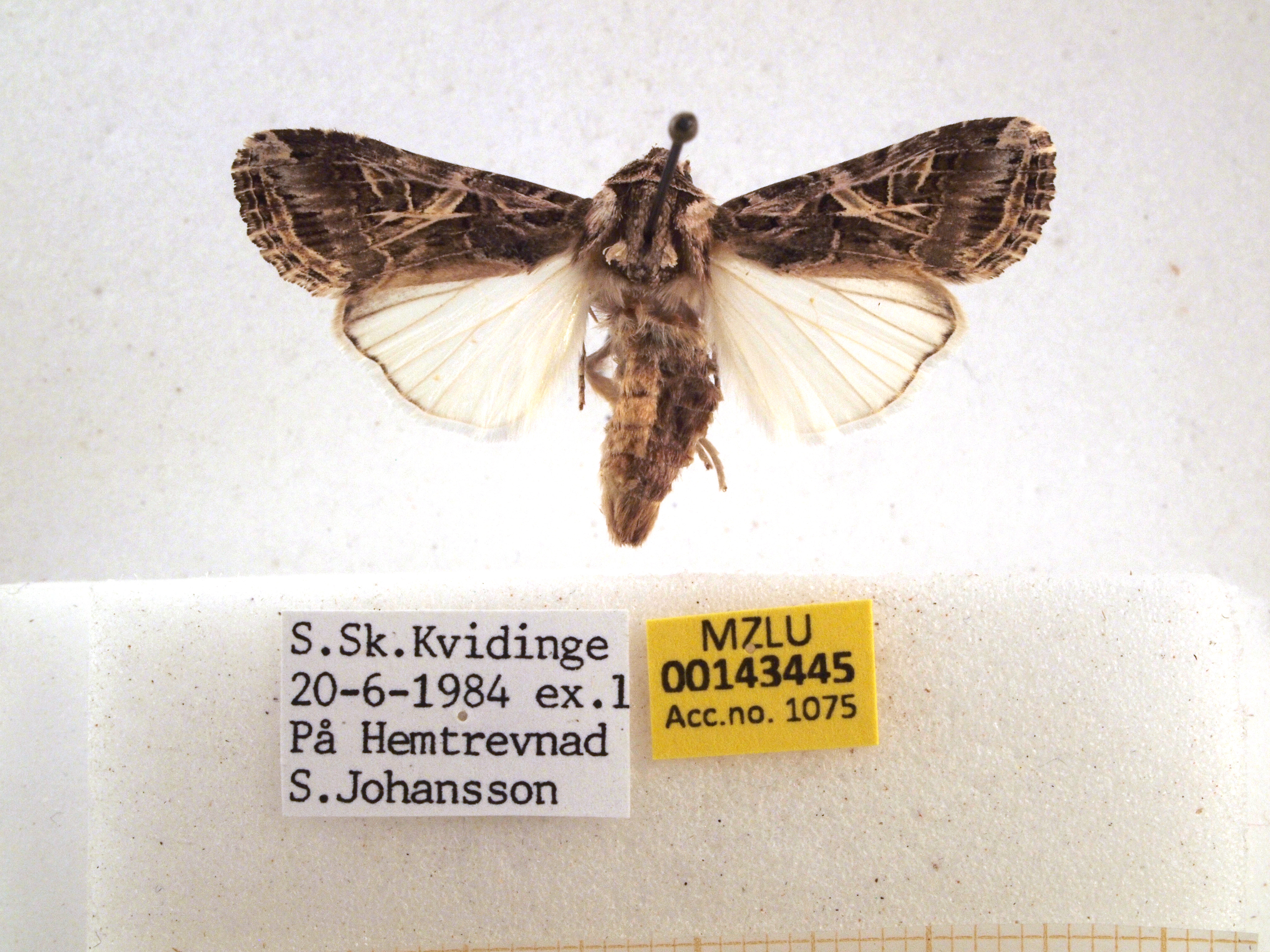
Mindre bomullsfly, Spodoptera littoralis
Spodoptera mauritia
Spodoptera ornithogalli
Spodoptera pecten
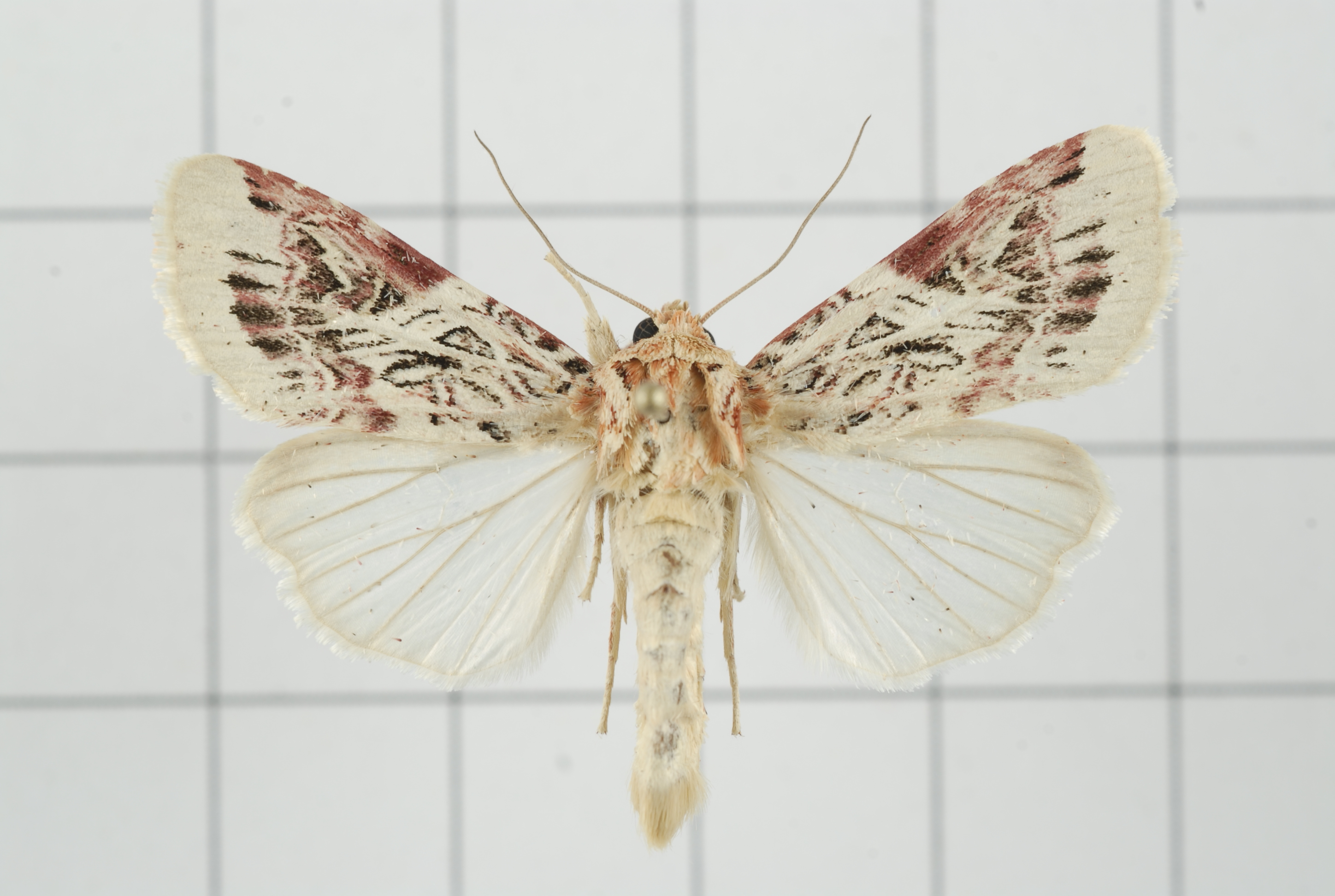
Spodoptera picta